# 9e brigade expéditionnaire des Marines
9th Marine Expeditionary Brigade
La 9th Marine Expeditionary Brigade (9 MEB) était une unité du Corps des Marines des États-Unis. 

## Histoire

### 1965
À la suite de l'incident du golfe du Tonkin en août 1964, la 9th Marine Expeditionary Brigade (9th MEB) a été activée par le United States Pacific Command sous le commandement de l'amiral Ulysses S. Grant Sharp. Le commandant adjoint de la 3e Division des Marines et récipiendaire de la médaille d'honneur, le général de brigade Raymond G. Davis, en fut nommé premier commandant. Elle se composait du quartier général régimentaire, du 9th Marine Regiment et de trois équipes de débarquement de bataillon (BLT). Près de 6 000 hommes ont été transformés en une force d'intervention. 
Lorsque la crise du golfe du Tonkin s'est estompée, un BLT a été envoyé à Okinawa, un autre aux Philippines et un troisième a servi en tant que force de débarquement spéciale de la septième flotte sous le commandement de l'amiral Roy L. Johnson. Le quartier général squelette de la brigade dirigée par le BG Davis est resté à la base navale américaine de Subic Bay en cas d'urgence et le BG John P. Coursey a relevé Davis le 16 octobre 1964. 
Pendant ce temps, la situation au Sud-Vietnam est devenue critique, lorsque les forces du Viet Cong (VC) ont remporté la bataille de Binh Gia au début de janvier 1965, il est devenu évident que le gouvernement sud-vietnamien ne pouvait pas les affronter seul. 
Le général Frederick J. Karch prit le commandement de la brigade le 22 janvier 1965 et les 1er et 3e bataillons du 9e Marines prirent part à un exercice de débarquement amphibie. Le 7 février 1965, la VC a attaqué la base américaine de Pleiku, tuant 9 Américains, en blessant 128 autres et endommageant ou détruisant 25 avions. Le président Lyndon B. Johnson ordonna alors le déploiement du 9e MEB à Da Nang avant la fin février 1965 avec pour mission de protéger la base aérienne de Da Nang contre les incursions ennemies. 
Après un retard initial en raison de négociations avec le gouvernement sud-vietnamien, Karch a conduit sa brigade à terre le 7 mars 1965 à Red Beach. Le 9th MEB a ensuite été renforcé par le 2d Battalion, 9th Marines. Le président Johnson a également autorisé un changement de mission pour le 9e MEB qui permettrait l'utilisation de Marines "dans des combats offensifs dans des conditions définies et approuvées par le secrétaire à la Défense en consultation avec le secrétaire d'État". La Brigade a absorbé le Marine Aircraft Group 16 et a assuré la défense à Da Nang pendant deux mois. Cependant, avec le nombre croissant de forces marines dans le sud du Vietnam, le 9e MEB fut démobilisée le 6 mai 1965 et réorganisée sous le nom de III Marine Amphibious Force sous la direction du général de division William R. Collins. 

### 1966
L'unité a été réactivée le 1er mars 1966 en tant que 9th Marine Amphibious Brigade (9th MAB) à Okinawa, au Japon, avec le colonel Herman Hansen Jr. comme commandant temporaire. La brigade a été désignée Force spéciale de débarquement de la septième flotte. Le général William A. Stiles est arrivé le 30 mars et a pris le commandement de la brigade. Le colonel Hansen Jr. a été nommé chef d'état-major de la brigade. La brigade était composée du quartier général, de l'équipe de débarquement régimentaire no 5, de l'équipe de débarquement du 2e bataillon, du 5e Marines et de la sous-unité n°2, du quartier général et de la compagnie de service, du 1er bataillon des services. La Brigade a reçu son unité aérienne, Marine Aircraft Group 13 (Renforcé) le 15 avril 1966 et était désormais responsable de la plupart des unités aériennes et terrestres des Marines dans le Pacifique occidental en dehors du Vietnam. Le général Michael P. Ryan a relevé le général Stiles en tant que général commandant à cette date. 
L'équipe de débarquement régimentaire no 5 a été relevée par le 26e Régiment de Marines nouvellement organisé et le 9e MAB a participé à l'opération Osage entre le 27 avril et le 3 mai 1966. Le 9e MAB a reçu la mission de détruire un bataillon VC et des éléments d'un régiment de l'Armée populaire du Vietnam (PAVN) qui opéreraient dans la province de Thừa Thiên-Huế. Les résultats n'ont pas été concluants avec 8 VC furent tués tandis que les pertes marines ont été de 8 tués et 9 blessés. 
La 9th MAB a fourni l'équipe de débarquement du bataillon (BLT) du 1st Battalion, 26th Marines pour l'opération Deckhouse IV du 15 au 18 septembre 1966. La 9th MAB's Marines a tué plus de 200 soldats PAVN du 90th Regiment en déplorant la perte de 36 Marines. Pendant le reste de l'année, la 9e MAB et ses unités ont été stationnées au large de la côte nord du Vietnam du Sud afin de fournir une force pour la défense de la zone démilitarisée du Vietnam en cas d'urgence. 

### 1967
Le général Louis Metzger prit le commandement de la 9e MAB le 4 janvier 1967 et en était à la tête pendant l'opération Deckhouse V dans la province de Bến Tre quelques jours plus tard. L'équipe de débarquement du bataillon 1/9, désormais affectée à la 9e MAB, a pris part à l'opération, mais en raison de renseignements, le VC avait quitté la zone avant l'attaque. Les unités de la 9e MAB mirent néanmoins hors de combat 21 VC et perdirent 7 Marines. 
La IIIe Marine Amphibious Force (III MAF) a lancé l'opération Desoto le 27 janvier 1967 contre les bastions VC connus dans la région. La 9e MAB a lancé l'Opération Deckhouse VI le 16 février afin de perturber le mouvement ennemi à proximité des marais salants de Sa Huynh, de rechercher l'ennemi vers le nord dans la zone de Nui Dat et, enfin, de se connecter avec le 3rd Battalion, 7th Marines, puis de participer autour de Nui Dat à l'opération Desoto. Le BLT 1/4 a confirmé la présence de VC dans la zone, mais l'ennemi s'est concentré uniquement sur les tactiques de retardement et de harcèlement. Le BLT 1/4 a détruit 167 fortifications et capturé 20 tonnes de fournitures diverses pendant les 32 jours de la phase I de l'opération Deckhouse VI. Bien qu'il n'y ait jamais eu de contacts majeurs, le BLT a déclaré 201 VC tués au cours de cette période et a déploré la perte de 6 Marines. Le 27 février, la phase II de Deckhouse VI a commencé, mais il n'y a eu que des contacts occasionnels avec l'ennemi et seuls des tirs de tireurs d'élite intermittents ont marqué les réactions ennemies. Au cours des six jours de la phase II, le bataillon a tué 78 VC supplémentaires, détruit 145 fortifications et capturé cinq tonnes supplémentaires de fournitures. De même, comme dans la phase I, 6 Marines furent tués. 
En raison d'une menace croissante contre la base de Gio Linh, la III MAF a lancé l'opération Beacon Hill le 20 mars 1967. Le BLT 1/4 et le Marine Helicopter Transport Squadron 363 ont participé à la mission. Le contact avec l'ennemi fut léger jusqu'au 21 mars, lorsque le BLT 1/4 engagea environ 80 soldats PAVN, tuant 14 d'entre eux. Le lendemain, le bataillon reprit contact avec Gio Linh et Con Thien. Après une lutte acharnée, le PAVN, apparemment une compagnie, s'est retiré en laissant 43 corps derrière lui. Les progrès au cours des deux jours furent lents car le PAVN avait creusé ses positions avec des tunnels de connexion qui nécessitèrent une fouille détaillée. Le 26 mars, après deux jours de préparation aérienne et d'artillerie, le BLT 1/4 a franchi deux lignes de tranchées défensives bien préparées et a dégagé le système de réseau de tunnels. Le PAVN se retira par la suite et seuls les tirs de tireurs d'élite et les actions mineures de l'arrière-garde ralentirent l'avancement des Marines. L'opération s'est terminée le 1er avril et le BLT 1/4 a eu 29 morts et 230 blessés. Le PAVN a perdu 334 hommes. 
À la suite de l'opération Beacon Hill, le 1/4 de Marines a été transféré à la 3e Division maritime et la 9e Force de débarquement spéciale (SLF) du MAB a été réorganisée en un concept jumeau: SLF Alpha, composé de VMM-263 et du 1er Bataillon, 3e Marines et SLF Bravo formé avec le 2e Bataillon, le 3e Marines et le VMM-164. La 9e MAB procéda à un exercice de débarquement avec assaut combiné naval et héliporté à Kin Blue Beach, Okinawa en avril 1967. 
Les unités de Metzger participèrent ensuite à l'opération Beacon Star entre le 22 avril et le 12 mai 1967, où il purent tester le nouveau concept SLF. L'objectif principal de l'opération était un bastion VC et une zone d'approvisionnement le long de la frontière des provinces de Quang Tri et Thua Thien. Les officiers du renseignement avaient signalé que deux bataillons du 6e régiment VC et deux bataillons renforcés, le 810th et le 814th, opéraient dans la région. En raison du mauvais temps et de la mauvaise visibilité, le SLF Bravo a lancé un assaut combiné qui a tué 940 VC avec la perte de 71 marines et 349 blessés. 
Parallèlement à l'opération Beacon Star, la 9e MAB a participé à l'opération Beaver Cage entre le 28 avril et le 13 mai 1967. La SLF Alpha comprenant les BLT 1/3 et HMM-263 avait pour mission de franchir la vallée de Que Son, à 25 milles (40 kilomètres) au sud-ouest de Da Nang, point névralgique pour les approvisionnements du VC. La SLF Alpha a perdu dans cette opération 55 hommes et 151 blessés, mais en 16 jours d'opérations continues, le BLT a fait 181 VC morts et 66 prisonniers.

## Commandants généraux
- Brigadier général Raymond G. Davis (6 août 1964 - 16 octobre 1964)
- Brigadier général John P. Coursey (16 octobre 1964-22 janvier 1965)
- Brigadier général Frederick J. Karch (22 janvier 1965 - 6 mai 1965) (désactivation de la brigade)
- colonel Herman Hansen Jr. (1er mars 1966-29 mars 1966) (réactivation en tant que 9th Marine Amphibious Brigade)
- Brigadier général William A. Stiles (30 mars 1966 - 14 avril 1966)
- Brigadier général Michael P. Ryan (15 avril 1966 - 4 janvier 1967)
- Brigadier général Louis Metzger (4 janvier 1967 - 18 mai 1967)
- Brigadier général Jacob E. Glick (19 mai 1967 - 21 janvier 1968)
- Brigadier général William C. Chip (22 janvier 1968 - 11 août 1968)
- Brigadier général John E. Williams (12 août 1968 - 12 juin 1969)
- Brigadier général Robert B. Carney Jr. (13 juin 1969 - 7 novembre 1969)
- Brigadier général Edward J. Miller (3 avril 1972 - 15 novembre 1972)
- Brigadier général Paul G. Graham (16 novembre 1972 - 9 février 1973) (désactivation de la brigade)
- Brigadier général Richard E. Carey (1er avril 1975 - 30 avril 1975)
- Brigadier général James D. Beans (10 mai 1984 - 1er juillet 1985)

## Voir également
- Groupe de travail air-sol marin
- 1re Marine Expeditionary Brigade
- 2e Marine Expeditionary Brigade
- 3e Marine Expeditionary Brigade
- 4e Marine Expeditionary Brigade (anti-terroriste)
- 5e Marine Expeditionary Brigade
- 7e Marine Expeditionary Brigade